# دانشگاه هیلدس‌هایم
دانشگاه هیلدس‌هایم (به آلمانی: Universität Hildesheim) از دانشگاه‌های آلمان است که در شهر هیلدس‌هایم در ایالت نیدرزاکسن واقع شده‌است. دانشگاه هیلدس‌هایم در قلعه‌ای به قدمت ۶۰۰ سال، پذیرای دانشجویان در رشته‌های موسیقی، تئاتر و نویسندگی است.

## کلکسیون آلات موسیقی
دانشگاه هیلدس‌هایم تنها دانشگاهی در آلمان است که با تأسیس «مرکز موسیقی جهانی»، آغاز به جمع‌آوری آلات موسیقی از نقاط مختلف جهان کرده‌است.

## همکاری با موزهٔ موسیقی ایران
پروژه‌ای در دانشگاه هیلدس‌هایم برای ایجاد بانکی اطلاعاتی و دیجیتالی کردن حدود ۲۰ هزار صفحه موسیقی تولیدشده در ایران در دست انجام است. این پروژه با هم‌کاری موزه موسیقی ایران امکان‌پذیر شده‌است.